# Juan Bautista Martínez del Mazo
Juan Bautista Martínez del Mazo (ur. ok. 1612 w Cuence, zm. 10 lutego 1667 w Madrycie) – hiszpański malarz barokowy.
Był zięciem Diego Velázqueza. W 1661 roku przejął po Velázquezie stanowisko malarza nadwornego.

## Dzieła
- „Vista de Zaragoza” (1646),
- „Retrato do príncipe Baltasar Carlos”,
- „Retrato de D. Adrián Pulido Pareja”,
- „A familia do artista” (ca. 1660-65), Muzeum Historii Sztuki w Wiedniu.
- „Retrato de Mariana de Austria en roupa de dó” (1666), National Gallery, Londres e Casa Museo de El Greco, Toledo.